# Хвощ гіллястий
Хвощ гіллястий, хвощ галузистий (Equisetum ramosissimum Desf.) — вид хвощеподібних рослин.

## Етимологія
лат. ramosissimum — «з безліччю гілок».

## Опис
Багаторічна рослина, кореневищний геофіт. Високий хвощ, до одного метра завдовжки, розгалужений. Діаметр стовбура становить до 1 см, з 8–20 ребрами. Стебла зелені, коли сухі — білуваті, не зимують. Шишки 8–15 мм, загострені. Спори 35–55 мікрометрів. 2n = 216 хромосом.

## Поширення
Африка: Кенія; Танзанія; Уганда; Ефіопія; Сомалі; Алжир; Єгипет (включаючи Синай); Лівія; Марокко; Туніс; Ангола; Малаві; Мозамбік; Замбія; Зімбабве; Лесото; Намібія; Південна Африка; Есватіні; Мадагаскар; Маврикій. Кавказ: Вірменія; Азербайджан; Грузія; Росія — Дагестан, Передкавказзя, Західний Сибір, Європейська частина. Азія: Китай; Японія; Тайвань; Казахстан; Киргизстан; Таджикистан; Туркменістан; Узбекистан; Кіпр; Ізраїль; Джордан; Ліван; Сирія; Туреччина; Індія; Шрі Ланка; Філіппіни. Європа: Естонія; Латвія; Литва; Україна; Австрія; Чехія; Німеччина; Угорщина; Нідерланди; Польща; Швейцарія; Албанія; Боснія і Герцеговина; Болгарія; Хорватія; Греція; Італія; Чорногорія; Румунія; Сербія; Словенія; Франція; Португалія; Гібралтар; Іспанія. Натуралізований: в інших країнах.
Росте в тропічних і помірних зонах обох півкуль. Мешкає в місцях з високим впливом людини, таких як набережні, посіви, краї зрошувальних каналів і т. д. Любить піщаний або гравійний ґрунт. Зростає в помірному кліматі в сирих, напівтінистих ділянках у всьому світі, особливо в Північній Америці та Європі, за винятком Австралії, де росте на переважно піщаних, сухих, кам'янистих місцях і узбіччях.

## Галерея

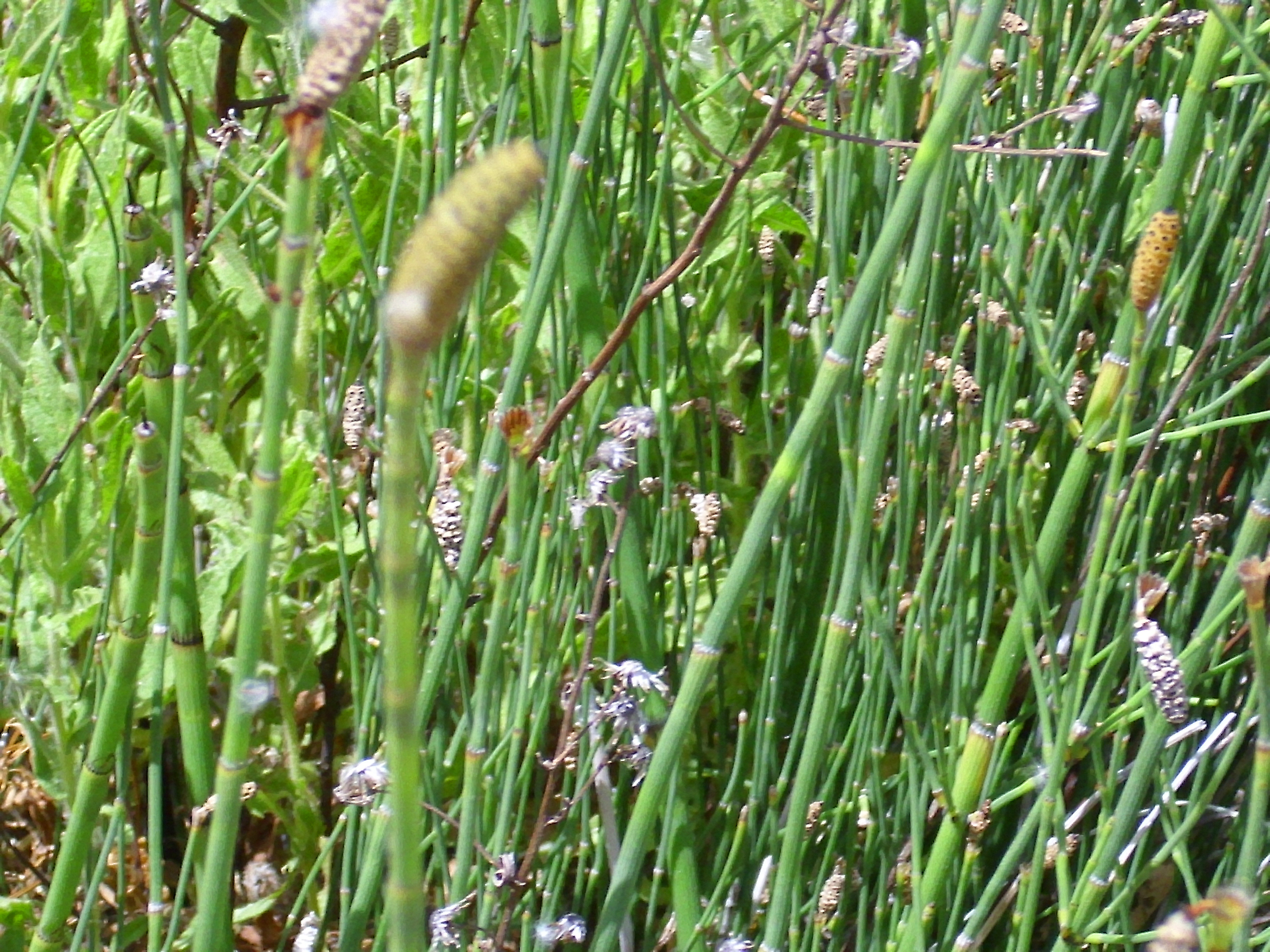
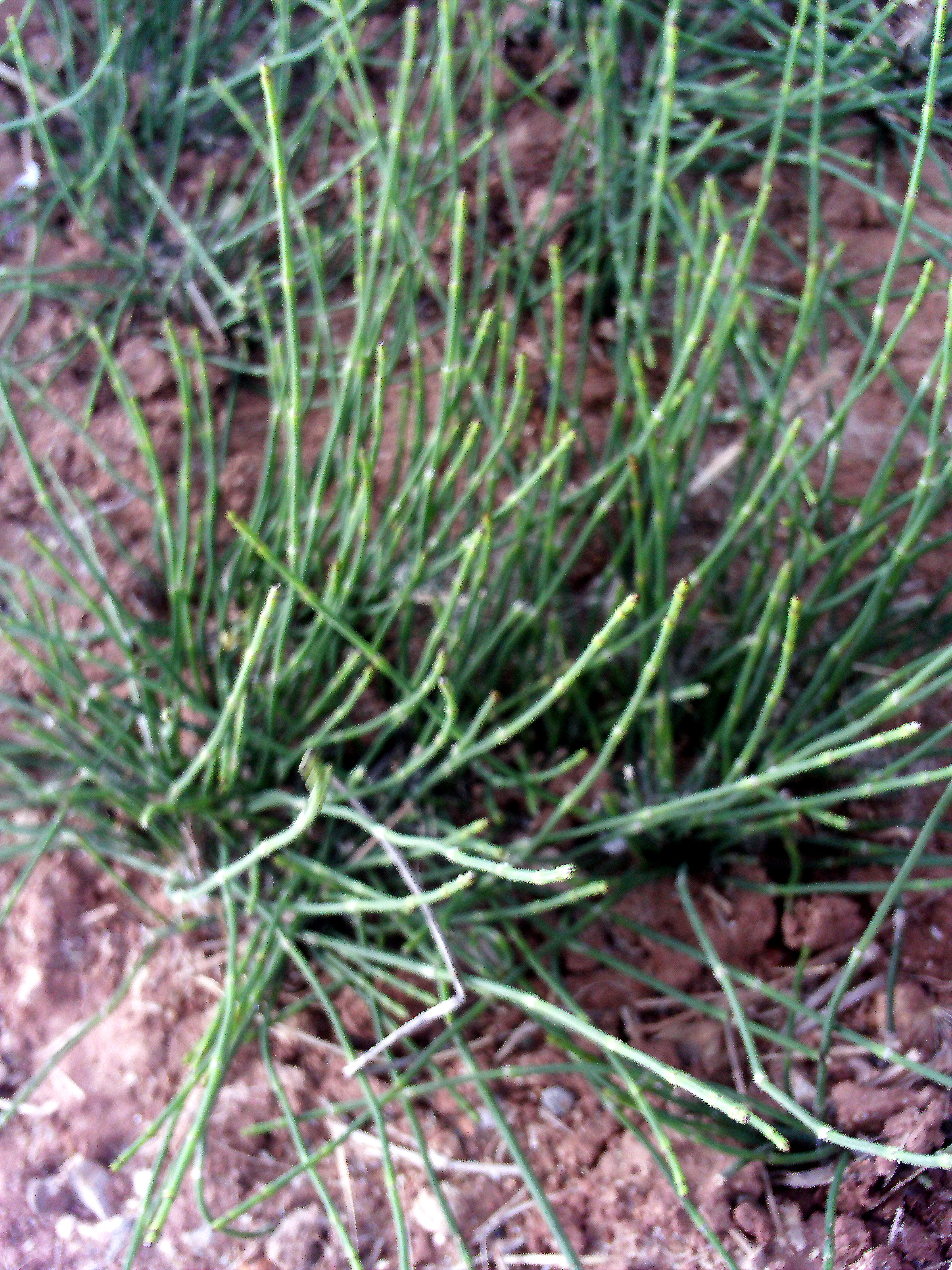
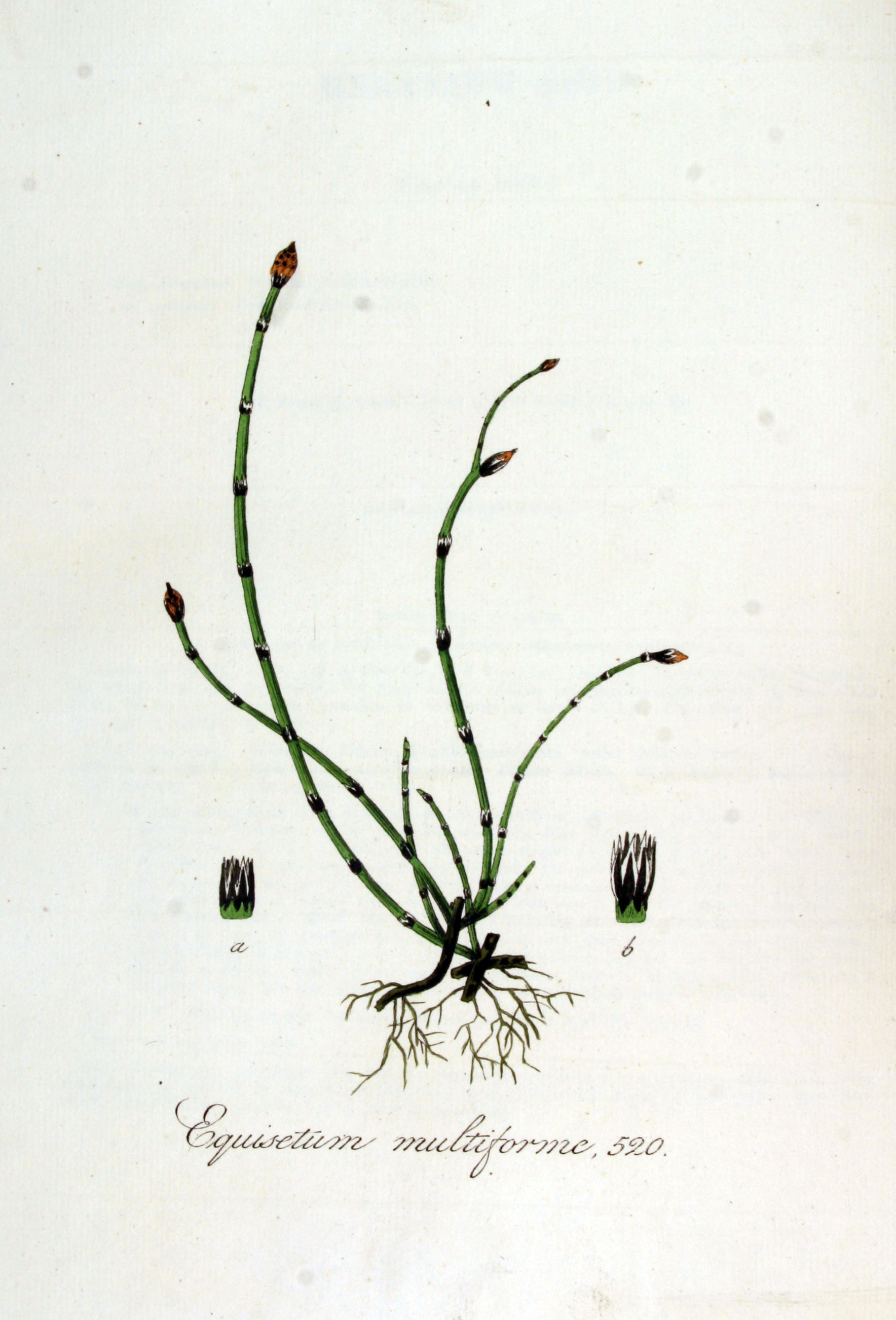